# Joseph-Marie-Eugène Martin
Joseph-Marie-Eugène Martin (Orléans, 9 agosto 1891 – Rouen, 21 gennaio 1976) è stato un cardinale e arcivescovo cattolico francese.
Fu nominato cardinale della Chiesa cattolica da papa Paolo VI.

## Biografia
Nacque a Orléans il 9 agosto 1891.
Papa Paolo VI lo elevò al rango di cardinale nel concistoro del 22 febbraio 1965.
Morì il 21 gennaio 1976 all'età di 84 anni.

## Genealogia episcopale e successione apostolica
La genealogia episcopale è:
- Cardinale Scipione Rebiba
- Cardinale Giulio Antonio Santorio
- Cardinale Girolamo Bernerio, O.P.
- Arcivescovo Galeazzo Sanvitale
- Cardinale Ludovico Ludovisi
- Cardinale Luigi Caetani
- Cardinale Ulderico Carpegna
- Cardinale Paluzzo Paluzzi Altieri degli Albertoni
- Papa Benedetto XIII
- Papa Benedetto XIV
- Papa Clemente XIII
- Cardinale Giovanni Francesco Albani
- Cardinale Carlo Rezzonico
- Cardinale Antonio Dugnani
- Arcivescovo Jean-Charles de Coucy
- Cardinale Gustave-Maximilien-Juste de Croÿ-Solre
- Vescovo Charles-Auguste-Marie-Joseph Forbin-Janson
- Cardinale François-Auguste-Ferdinand Donnet
- Vescovo Charles-Emile Freppel
- Cardinale Louis-Henri-Joseph Luçon
- Cardinale Charles-Henri-Joseph Binet
- Cardinale Maurice Feltin
- Cardinale Joseph-Marie-Eugène Martin

La successione apostolica è:
- Vescovo André-Jean-Baptiste Pioger (1955)
- Arcivescovo Gérard-Paul-Louis-Marie de Milleville, C.S.Sp. (1955)
- Vescovo Roger André Marcel Johan (1956)
- Arcivescovo André Pailler (1960)
- Vescovo Bernard-Pierre-Edmond Alix (1965)